# ذي حريم (السدة)

تعديل مصدري - تعديل

ذي حريم هي إحدى قرى عزلة العرافة بمديرية السدة التابعة لمحافظة إب، بلغ تعداد سكانها 565 نسمة حسب تعداد اليمن لعام 2004.

## التسمية
ورد الاسم (ذي حريم) في النقوش اليمنية القديمة (ذحرمم) اسم قصر يقع في (ظفار خبان) عاصمة سبأ وذي ريدان، حيث ورد الاسم في النقش الموسوم بــ (Garnuove iscrizioni 3)، عثر على هذا النقش في أحد المواقع الواقعة داخل جغرافية مدينة (ظفار خبان) ويتحدث النقش أن شخص يسمى (حظيان) وأخوه شيدا قصرهم (ذيحريم) من أساسه حتى أعلاه. ويرد أسم القصر أيضا في نقش أخر والموسوم بــــ (Gar nuoveiscrizioni 4) يعود تاريخه إلى (504م) تقريباً 